# Автошлях Т 0406
Автошля́х Т 0406 — автомобільний шлях територіального значення у Дніпропетровській та Донецькій областях. Пролягає територією Васильківського, Покровського, Межівського (Дніпропетровська область) та Покровського (Донецька область) районів через Бунчужне — Чаплине — Просяну — Демурине — Межову — Удачне — Покровськ. Загальна довжина — 94,8 км.

## Маршрут
Автошлях проходить через такі населені пункти:
| Автошлях Т 0406          |              |
| Дніпропетровська область |              |
| Васильківський район     |              |
| Бунчужне                 | Р85          |
| Чаплине                  |              |
| Хуторо-Чаплине           |              |
| Покровський район        |              |
| Яблунівка                |              |
| Просяна                  | Т 0427       |
| Межівський район         |              |
| Демурине                 |              |
| Володимирівка            | Т 0431       |
| Веселе                   |              |
| Олександрівка            |              |
| Межова                   | Т 0428       |
| Новопідгородне           |              |
| Донецька область         |              |
| Покровський район        |              |
| Молодецьке               |              |
| Удачне                   |              |
| Котлине                  |              |
| Покровськ                | E50М30Т 0515 |